# Tekavatoetoe
Tekavatoetoe é um povoado na ilha de Fongafale, no arquipélago de Funafuti, em Tuvalu. Segundo o censo de 2002 tem uma população estimnada de 343 habitantes.